# Wujek Ridge
Wujek Ridge är en bergstopp i Antarktis. Den ligger i Västantarktis. Argentina och Storbritannien gör anspråk på området. Toppen på Wujek Ridge är 732 meter över havet.
Terrängen runt Wujek Ridge är kuperad söderut, men norrut är den platt. Trakten är obefolkad. Det finns inga samhällen i närheten. 